# Askeptozaur
Askeptozaur jest nazwą rodzajową diapsydalnego gada z rzędu Thalattosauria, żyjącego w środkowym triasie. Jego szczątki odkryto na terenie Włoch i Szwajcarii.
Było to zwierzę wiodące wodny tryb życia, na co wskazuje między innymi jego budowa. Całkowita długość jego wąskiego ciała wynosiła 2 metry. Posiadał wydłużoną szyję i takiż ogon, który miał taśmowaty wygląd. Wydłużone szczęki, wyposażone w liczne ostre zęby, nadawały się doskonale do chwytania ryb. Wielu badaczy uważa, że jego duże oczy były dostosowane do widzenia pod wodą. Były ponadto wzmocnione przez kostne płytki (analogiczne do tych, jakie występowały u ichtiozaurów), chroniące je przed dużym ciśnieniem wody na dużych głębokościach.
Askeptozaur pływał najprawdopodobniej wykonując węgorzowate ruchy. Sterował przy pomocy kończyn zaopatrzonych w błony pławne. 

Dane: 
 Czas: Trias, 220 mln lat temu 
 Występowanie: Europa 
 Długość: ok. 2 m 